# Hopea ferruginea
Hopea ferruginea (sao gỉ sắt) là loài thực vật nằm trong họ Dầu. Thường thấy nó phân bố tự nhiên ở các nước Brunei, Indonesia, và Malaysia.